# 沾解尼師今

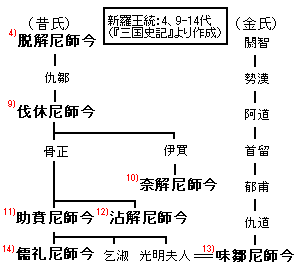
三国史记中的新罗国世系

沾解尼師今（？—261年），新羅第12代君主，曾祖父昔仇鄒為脫解王與阿孝夫人之子，曾祖母只珍內禮夫人為支所禮王與毛利夫人之女，祖父為伐休尼師今，祖母為紫凰夫人，父骨正；母金氏玉帽夫人乃仇道葛文王（金氏始祖金閼智後人、13代君主味鄒尼師今之父）與召文國公主雲帽夫人之女。 在位期間，與高句麗講和，但是與百濟屢次交戰。 公元250年大將軍于老（奈解尼師今之子、訖解尼師今之父）被倭人所殺。
死後無子，國人推味鄒尼師今以助賁尼師今之女婿身份繼位是為新羅金氏首任君主。